# Chiesa di San Giovanni Battista de Rossi
La chiesa di San Giovanni Battista de' Rossi è un luogo di culto cattolico di Roma, situato nel quartiere Appio-Latino, in via Cesare Baronio.

## Storia
Costruita su progetto di Tullio Rossi tra il 1938 e il 1940, fu consacrata il 22 maggio 1965; ospita le spoglie del santo titolare, Giovanni Battista de' Rossi.
La chiesa è sede parrocchiale, eretta il 26 luglio 1940 con il decreto del cardinale vicario Francesco Marchetti Selvaggiani Pastorale opus. Dal 1969 è sede del titolo cardinalizio di San Giovanni Battista de' Rossi.
La chiesa ha ricevuto la visita di papa Giovanni XXIII il 19 febbraio 1961 e di papa Giovanni Paolo II il 25 novembre 1990.

## Descrizione
L'esterno della chiesa è in mattoni a vista, ravvivati da pochi elementi di travertino, con una torre campanaria. Sulla sommità della facciata è lo stemma di Pio XII, mentre nella fascia marmorea che la suddivide i due ordini è la scritta dedicatoria con l'anno A.D. MCMXL.
L'interno è a tre navate separate da pilastri squadrati, con soffitto a capriate e tegole a vista. Le pitture della navata centrale sono di D. Duili e raffigurano i Dodici apostoli; queste si alternano con grandi finestre che illuminano la chiesa. Al di sotto di finestre e pitture corre lungo tutto il perimetro della navata centrale la scritta evangelica presa da Mt 28, 18 in finto mosaico dorato. Nell'abside è raffigurato il santo titolare in gloria tra due angeli e ai suoi piedi le due chiese di s. Maria in Cosmedin e di s. Pietro tutto inquadrato tra due gigantesche palme (allusione al salmo 91 Justus ut palma florebit sicut cedrus Libani); al di sotto in un lungo fascione scene della sua vita inscritte tra due citazione in latino: Mt 5 e 1Cor 13; al di sopra, nell'arco di trionfo i simboli dei quattro evangelisti con al centro il Cristo "alfa e omega" inscritto in un tondo. L'intera opera è del grande pittore Alessandro Missori, realizzata nel 1945 su commissione del primo Parroco Mons. Marcello Urilli.
Le navate laterali, in cui è collocata la Via Crucis: quadri in legno scolpiti a mano da Ortisei, terminano con due cappelle: nella cappella di sinistra vi è un affresco raffigurante la Gesù nell'orto del Getsemani e i discepoli di Emmaus; in quella di destra un affresco multiscena con la Natività e il Sepolcro, e la Madonna di Pompei in trionfo.
Sulla vasta cantoria in controfacciata, suddiviso in due corpi posti ai lati del rosone e con consolle nei pressi del presbiterio, si trova l'organo a canne Tamburini opus 333, costruito nel 1950 e restaurato nel 1995 da Carlo Soracco, a trasmissione elettrica e con 20 registri.